# Papillonotus tricarinatus
Papillonotus tricarinatus är en kvalsterart som beskrevs av Anurup Kumar Sarkar och Subías 1983. Papillonotus tricarinatus ingår i släktet Papillonotus och familjen Papillonotidae. Inga underarter finns listade i Catalogue of Life.